# Mercedes-Benz W 166

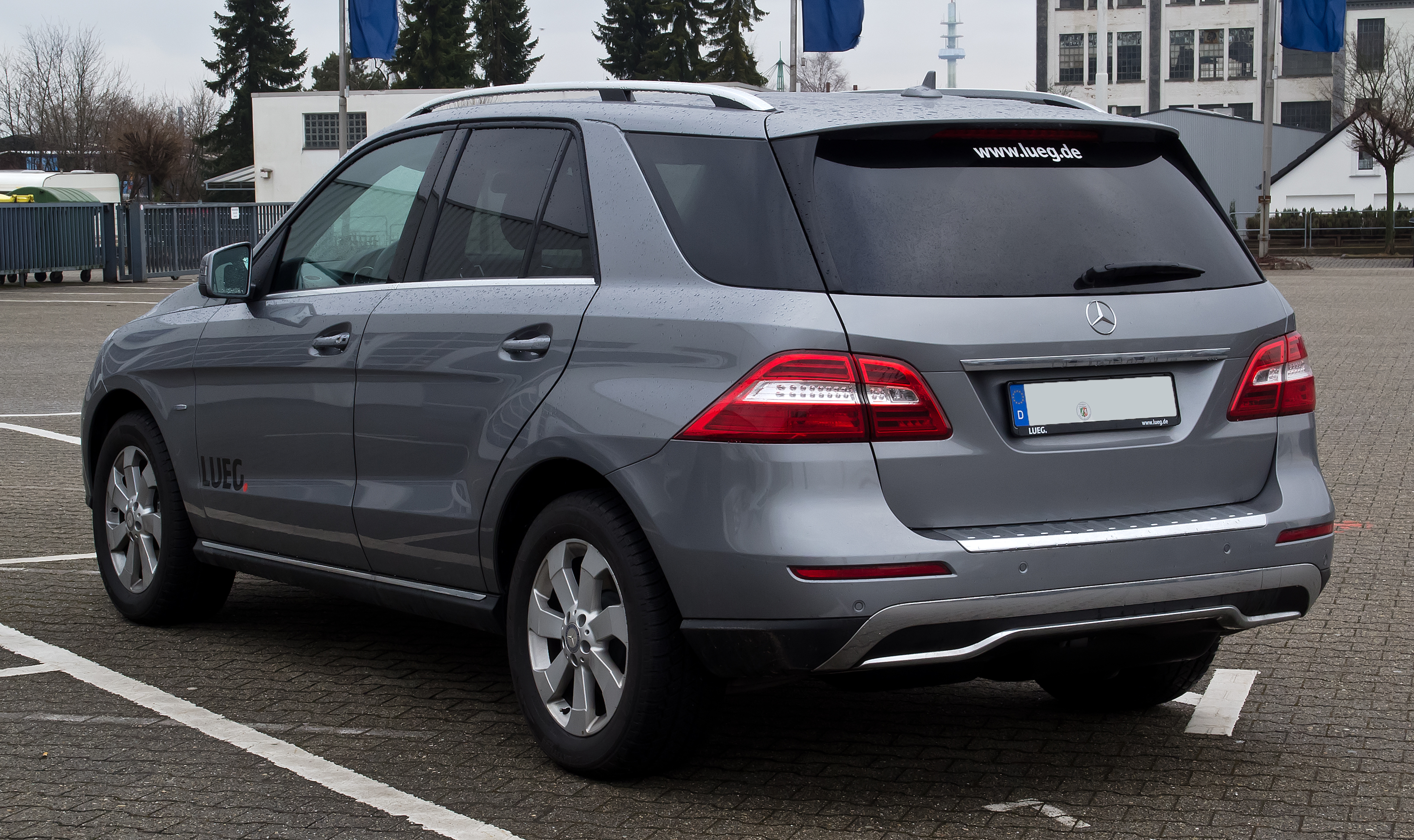
Heckansicht

Der Mercedes-Benz W 166 ist ein Sport Utility Vehicle (SUV) der deutschen Automobilmarke Mercedes-Benz, dessen europaweite Markteinführung am 19. November 2011 erfolgte, nachdem der ML in den USA bereits Ende September auf den Markt gekommen war. Er stellt die dritte Generation der M-Klasse dar und löst somit den Mercedes-Benz W 164 ab. Gebaut wurde der W 166 im US-amerikanischen Mercedes-Benz Werk Tuscaloosa (Alabama). Der W 166 wurde erstmals auf der 64. IAA 2011 in Frankfurt gezeigt. Der Einstiegspreis liegt zur Markteinführung bei 54.978 Euro für den ML 250 BlueTEC 4MATIC.
Mit der Modellpflege im Herbst 2015 erfolgt eine Umbenennung in GLE.

## Design

### Exterieur
Grundlegende Designmerkmale der vorangegangenen Generationen der M-Klasse wie die spezielle C-Säulen-Form blieben ebenso wie die Grundform erhalten. An der Front wurden die Scheinwerfer und der Kühlergrill leicht überarbeitet, während die LED-Tagfahrlichtbänder in den nun vergrößerten seitlichen Einlässen der Frontschürze platziert sind. Unterhalb der Kühlermaske schließt sich der höhere Unterschutz in Chromoptik an. In der Seitenansicht fallen die weniger ausgestellten Radhäuser sowie die zum Heck hin abfallende Dachlinie auf. Weiterhin sind die Sicken und Kanten auffällig. Außerdem hat der W 166 kurze Überhänge, die auf den großen Radstand zurückzuführen sind. Der Übergang der Fondseitenscheibe zum Heck hin verläuft ohne sichtbare Säule flüssig. Die horizontal ausgerichteten LED-Heckleuchten reichen weit in die Seite herein. Am Heck blieb der Spoiler erhalten, neu hingegen ist der Stoßfänger mit integriertem Ladekantenschutz in Chromoptik.

### Interieur
Der Innenraum wurde stärker überarbeitet als das Exterieur. An der Instrumententafel ist nun ein großes Zierelement angebracht, das in den Türen fortläuft. Das Zentral-Display mit einer Diagonale von 14,7 cm, das von den Lüftungsdüsen umgeben ist, ist nun in das Instrumententafel-Oberteil integriert. Das Vierspeichen-Lenkrad wurde ebenso leicht überarbeitet. Das Kombi-Instrument hat weiterhin zwei klar gezeichnete Rundinstrumente. Die Bedienung des Radios und des Navigationssystems erfolgt über den zentralen Dreh- und Drückknopf.

## Ausstattung, Pakete und Sondermodelle

### Serienausstattung
Die dritte Generation der M-Klasse ist serienmäßig mit Antriebsschlupfregelung, Antiblockiersystem, Bremsassistent, Fahrdynamikregelung, 7-Gang-Automatikgetriebe 7G-Tronic Plus mit Start-Stopp-Automatik, 4ETS (elektronisches Traktionssystem), crashaktiven Kopfstützen und einen Knie-Airbag ausgestattet. Alle Modelle haben serienmäßig Fahrwerksfedern aus Stahl, der ML 250 BlueTEC 4MATIC ist darüber hinaus tiefergelegt. Alle Modelle haben den permanenten Allradantrieb 4MATIC, eine Parameterlenkung, einen Tempomaten, ein Offroad-Fahrprogramm sowie eine Bergabfahrhilfe (DSR). Bei den Dieselmodellen gibt es einen Abgaspartikelfilter und über eine mit Harnstofflösung arbeitende Abgasreinigungsanlage, die die Stickoxidemissionen senken soll und mit der die Euro-6-Norm erfüllt werden kann. Die M-Klasse hat elf Airbags, darunter auch einen Knieairbag für den Fahrer und das Insassenschutzsystem Pre-Safe, eine aktive Motorhaube, die bei einem Aufprall angehoben wird, sowie den Attention Assist, der vor einem Sekundenschlaf warnen soll (Müdigkeitserkennung).
Die 2-Zonen-Klimatisierungsautomatik Thermatic, wärmedämmendes Glas, das 11,4 cm große Multifunktions-Display im Kombiinstrument und das Radio Audio 20 CD mit CD/DVD-Player sind serienmäßig. Das Farbdisplay hat eine Diagonale von 14,7 Zentimetern, das Audiosystem hat eine Bluetooth-Schnittstelle mit Freisprechfunktion und einer Telefontastatur, einen Aux-in Anschluss (in der Mittelkonsole) sowie acht Lautsprechern. Bedient wird das Audio 20 CD über einen Controller auf der Mittelkonsole. Die Heckscheibe ist beheizbar. Zur Basisausstattung gehören 17-Zoll-Leichtmetallräder mit 10-Speichen bei den Dieseln; der ML 350 4MATIC BlueEFFICIENCY hat 18-Zoll-Räder. Die H7-Klarglas-Halogenscheinwerfer arbeiten mit Projektionstechnik; das LED-Tagfahrlicht gehört ebenso zum Serienumfang. Ein Teil der Polsterung ist serienmäßig mit Kunstleder bezogen.

### Sonderausstattung

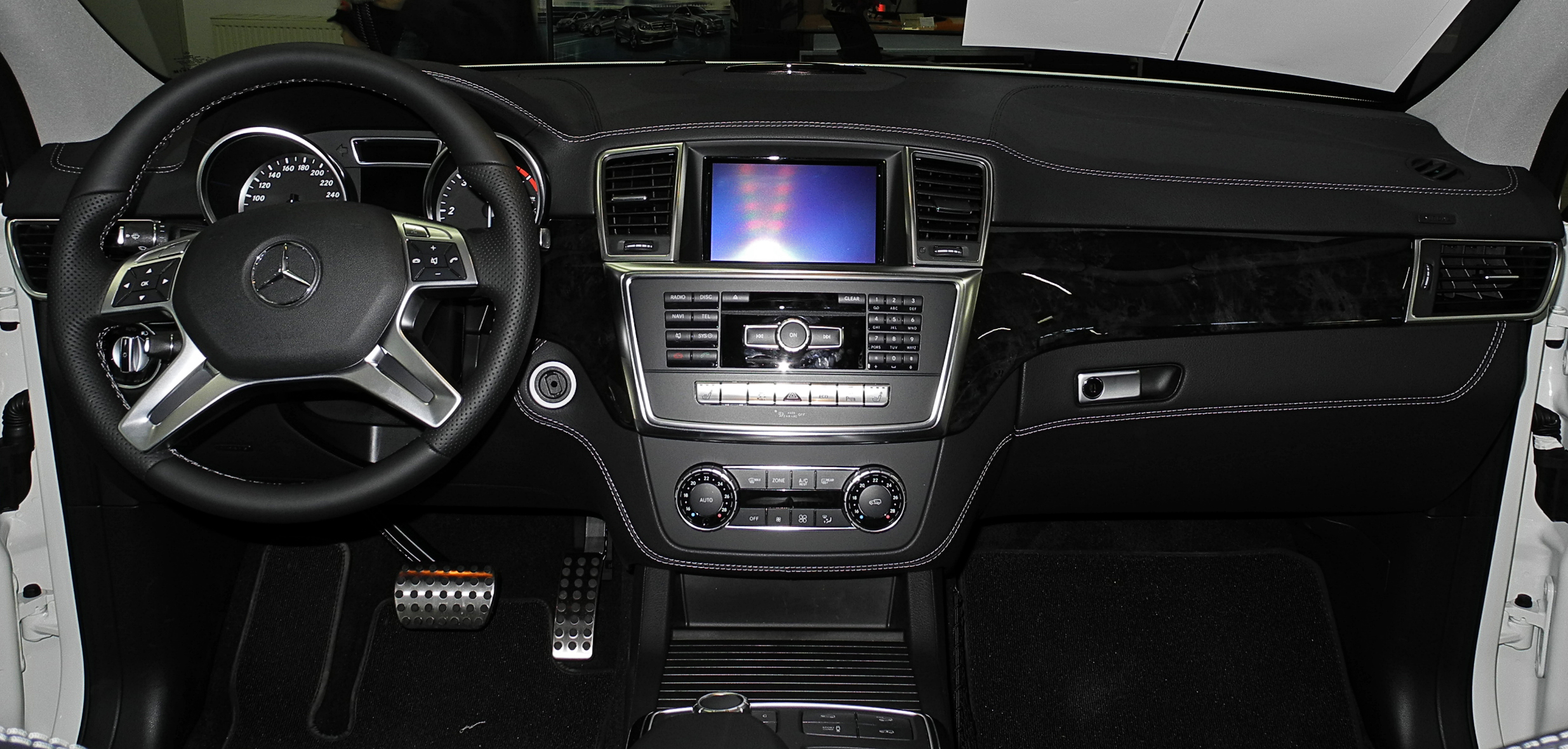
Innenraum

Für den ML gibt es zahlreiche Sonderausstattungen. So werden die Zweikammernluftfederung Airmatic mit adaptivem Dämpfungssystem und einer Niveauregulierung, automatisch in der Federhärte verstellbare Stabilisatoren (Active Curve System), die das Wanken verringern, ein Nachtsicht-Assistent, ein aktiver Park-Assistent und das schlüssellose Schließsystem Keyless-Go angeboten.
Außerdem wird das festplattenbasierende Multimedia-System Comand Online mit einem in 3D auflösenden, 17,8 cm großen Bildschirm angeboten. Die Sprachsteuerung Linguatronic ist dabei serienmäßig. Darüber hinaus werden das Surround-Soundsystem Harman Kardon Logic 7 mit 14 Lautsprechern und einer Leistung von 830 Watt sowie ein TV-Tuner angeboten. Weiterhin stehen die 4-Zonen-Klimatisierungsautomatik Thermotronic, diverse Lederpolsterungen und eine Sitzheizung sowohl auf den Vordersitzen als auch im Fond in der Preisliste. Eine Sitzklimatisierung inklusive Belüftung gibt es nur für die vorderen Sitze. Zur Auswahl stehen eine Vielzahl an Zierelementen.

### Pakete

#### ON&OFFROAD-Paket
Mit diesem Paket kann der Fahrer zwischen unterschiedlichen voreingestellten Fahrprogrammen wählen. Dadurch werden die Eigenschaften von ESP, 4ETS, Getriebe, Federung, Motor und Lenkung angepasst. Außerdem stehen 100 % sperrbare Differenzialsperren am Mittendifferenzial zur Verfügung.

#### Sport-Paket Interieur
Mit dem Sport-Paket Interieur erhält der ML unter anderem ein Sportlenkrad, eine Sportpedalanlage aus gebürstetem Edelstahl mit Gumminoppen, Sportsitze vorne und hinten, die ein geändertes Sitzdesign aufweisen.

#### AMG Sport-Paket Exterieur
Das AMG Sport-Paket Exterieur erkennt man an AMG Leichtmetallräder im 5-Speichen-Design, an einer Front- und Heckschürze sowie Seitenschwellerverkleidungen in AMG-Styling. Außerdem kommt eine Sportbremsanlage mit größer dimensionierten und gelochten Bremsscheiben zum Einsatz.

### Sondermodelle

#### Edition 1
Zum Marktstart gibt es das Sondermodell Edition 1, das das AMG Sport-Paket Exterieur, designo-Leder und mit Nappa-Leder verkleidete Instrumententafel, Türen und Mittelkonsole beinhaltet. Außerdem sind eine Metallic-Lackierung, Ambientebeleuchtung und das Holz-Leder-Lenkrad in Leder Nappa serienmäßig.

#### Sport Edition
Das Sondermodell Sport Edition umfasst neben dem AMG Sport-Paket Exterieur das festplattenbasierende Multimedia-System Comand Online und eine Anhängevorrichtung mit elektrischer Entriegelung.

## Technische Daten

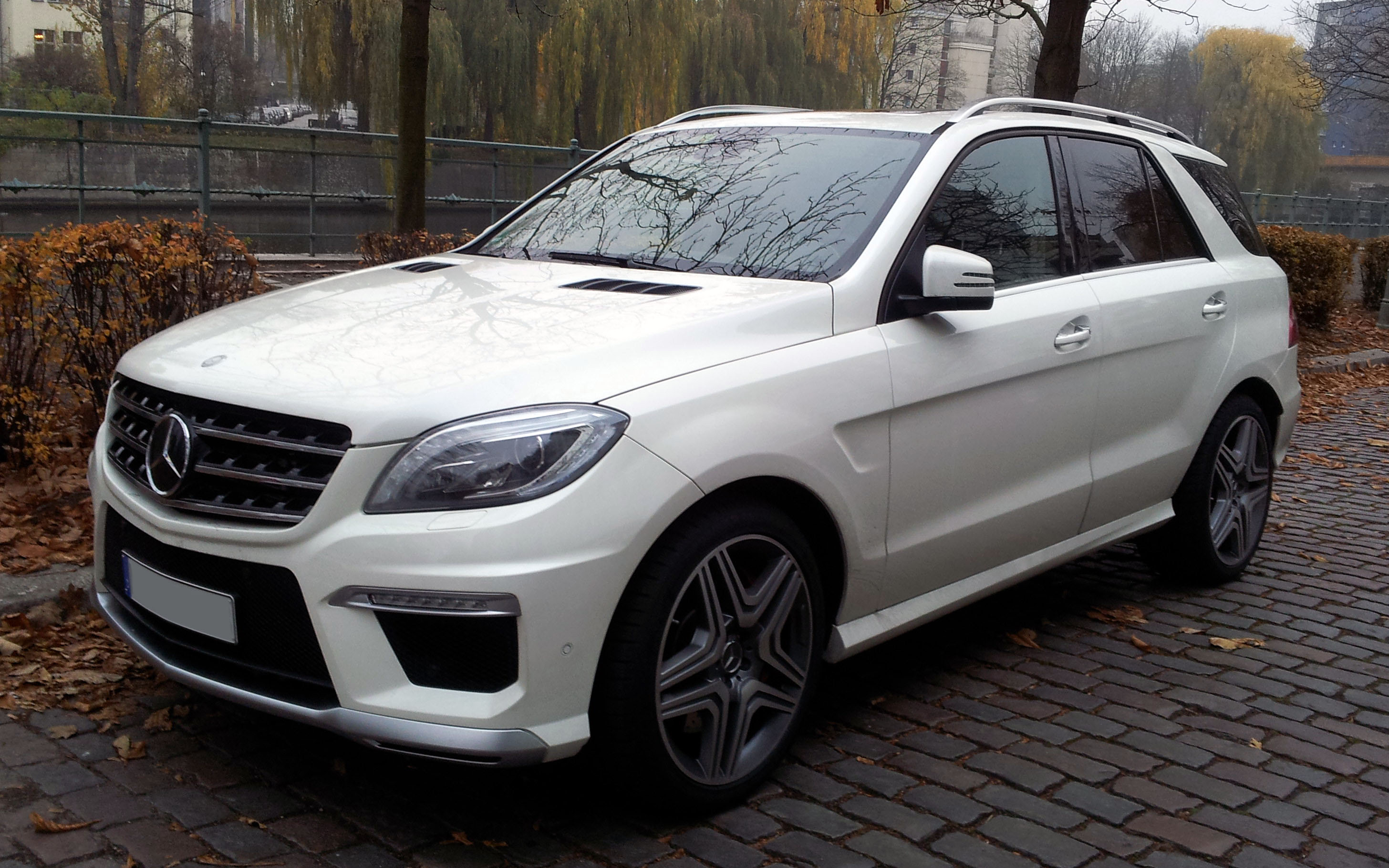
Das Topmodell ML 63 AMG

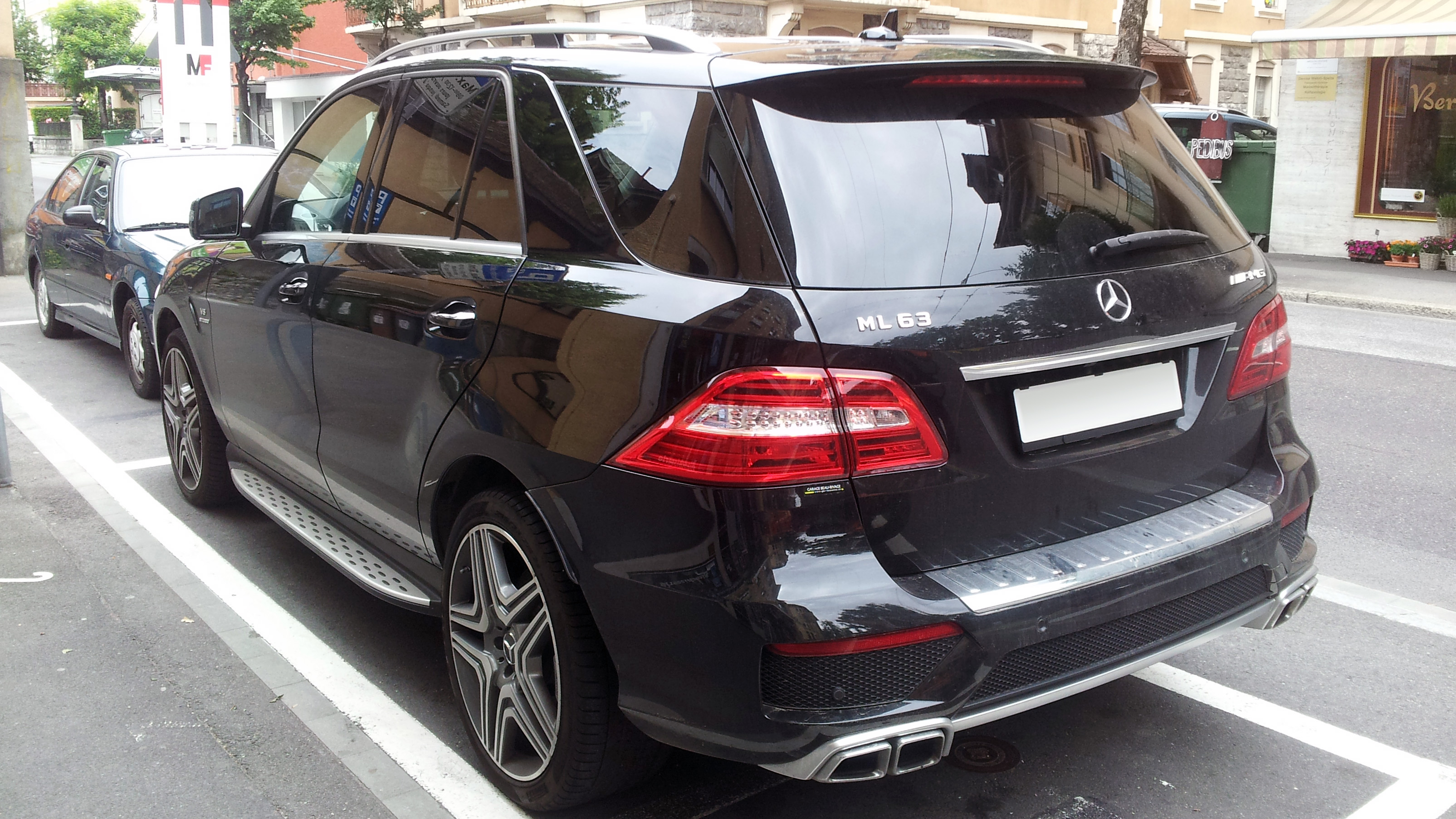
Heckansicht des gleichen Modells

Zum Marktstart im November 2011 wurden drei Motoren angeboten. Der 3,5-Liter-V6-Saug-Ottomotor (M 276) im ML 350 4MATIC BlueEFFICIENCY mit strahlgeführter Direkteinspritzung der dritten Generation leistet 225 kW (306 PS) und verbraucht 8,5 l auf 100 km. Außerdem stehen zwei Diesel – erstmals ein Vierzylinder –, die bereits die Euro-6-Norm erfüllen, zur Auswahl. Der 2,1 Liter große Reihenvierzylinder-Dieselmotor mit Biturbo-Aufladung (OM 651) im ML 250 BlueTEC 4MATIC leistet 150 kW (204 PS) und verbraucht 6 l auf 100 km, was ihn zum sparsamsten SUV seiner Klasse macht. Der 190 kW (258 PS) starke, turboaufgeladene 3,0-Liter-V6-Dieselmotor OM 642 LS im ML 350 BlueTEC 4MATIC stand ebenso in der Preisliste.
Entgegen der anfänglichen Kommunikation, dass die M-Klasse auf dem europäischen Markt zukünftig nicht mehr mit einem Achtzylinder-Ottomotor angeboten werden wird, erschien das Modell ML 500 4MATIC BlueEFFICIENCY nun doch im Oktober 2012. Der 4,7-Liter-V8-Direkteinspritzer, der mit zwei Turboladern aufgeladen ist, leistet 300 kW (408 PS) und erschien bereits im Februar 2012 auf dem kanadischen und amerikanischen Markt.
Im Februar 2012 wurde das Topmodell der Baureihe 166 auf dem kanadischen Markt eingeführt, die europäische Markteinführung erfolgte im April. Beim ML 63 AMG handelt es sich um einen 5,5-Liter-V8-Ottomotor, der aus 5,5 Litern Hubraum und mit Biturbo-Aufladung 386 kW (525 PS) respektive 410 kW (557 PS) mit dem AMG Performance Package leistet. Dieses Modell hat die Wankstabilisierung Active Curve System serienmäßig verbaut.
Alle Modelle sind an das 7-Gang-Automatikgetriebe 7G-Tronic Plus mit Start-Stopp-Automatik gekoppelt und verfügen serienmäßig über den permanenten Allradantrieb 4MATIC.

### Motorvarianten (2012 bis 2015)
| Kenngrößen                                  | ML 300 4MATIC (1)                 | ML 350 4MATIC (2)                 | ML 400 4MATIC                     | ML 500 4MATIC (2) (3)             | ML 63 AMG                                                         | ML 250 BlueTEC 4MATIC             | ML 350 BlueTEC 4MATIC             |
| Bauzeitraum                                 | 02/2012–07/2015                   | 11/2011–12/2014                   | 01/2015–07/2015                   | 02/2012–04/2015                   | 02/2012–04/2015                                                   | 11/2011–07/2015                   | 11/2011–07/2015                   |
| Motorkenndaten                              |                                   |                                   |                                   |                                   |                                                                   |                                   |                                   |
| Motorbezeichnung *                          | M 276 DE 35 red.                  | M 276 DE 35                       | M 276 DE 30 AL                    | M 278 DE 46 AL red.               | M 157 DE 55 AL                                                    | OM 651 DE 22 LA                   | OM 642 LS DE 30 LA                |
| Motortyp                                    | V6-Ottomotor                      | V6-Ottomotor                      | V6-Ottomotor                      | V8-Ottomotor                      | V8-Ottomotor                                                      | R4-Dieselmotor                    | V6-Dieselmotor                    |
| Gemischaufbereitung                         | Direkteinspritzung                | Direkteinspritzung                | Direkteinspritzung                | Direkteinspritzung                | Direkteinspritzung                                                | Common-Rail-Direkteinspritzung    | Common-Rail-Direkteinspritzung    |
| Motoraufladung                              | —                                 | —                                 | Biturbo                           | Biturbo                           | Biturbo                                                           | Biturbo                           | Turbolader                        |
| Hubraum                                     | 3498 cm³                          | 3498 cm³                          | 2996 cm³                          | 4663 cm³                          | 5461 cm³                                                          | 2143 cm³                          | 2987 cm³                          |
| max. Leistung                               | 185 kW (252 PS) bei 6500/min      | 225 kW (306 PS) bei 6500/min      | 245 kW (333 PS) bei 5250–6000/min | 300 kW (408 PS) bei 5250/min      | 386 kW (525 PS) bei 5260/min [ 410 kW (557 PS) bei 5750/min ] (4) | 150 kW (204 PS) bei 4200/min      | 190 kW (258 PS) bei 3600/min      |
| max. Drehmoment                             | 340 Nm bei 3500–5250/min          | 370 Nm bei 3500–5250/min          | 480 Nm bei 1600–4000/min          | 600 Nm bei 1600–4750/min          | 700 Nm bei 1750–5000/min [ 760 Nm bei 2000–5000/min ] (4)         | 500 Nm bei 1600–1800/min          | 620 Nm bei 1600–2400/min          |
| Kraftübertragung                            |                                   |                                   |                                   |                                   |                                                                   |                                   |                                   |
| Antrieb, serienmäßig                        | Allradantrieb                     | Allradantrieb                     | Allradantrieb                     | Allradantrieb                     | Allradantrieb                                                     | Allradantrieb                     | Allradantrieb                     |
| Fahrwerk, serienmäßig [ optional ]          | Stahlfederung [ Airmatic ]        | Airmatic mit Active Curve System  | Airmatic mit Active Curve System  | Airmatic mit Active Curve System  | Airmatic mit Active Curve System                                  | Stahlfederung [ Airmatic ]        | Stahlfederung [ Airmatic ]        |
| Getriebe, serienmäßig                       | 7-Gang-Automatik (7G-TRONIC Plus) | 7-Gang-Automatik (7G-TRONIC Plus) | 7-Gang-Automatik (7G-TRONIC Plus) | 7-Gang-Automatik (7G-TRONIC Plus) | AMG Speedshift Plus 7G-Tronic                                     | 7-Gang-Automatik (7G-TRONIC Plus) | 7-Gang-Automatik (7G-TRONIC Plus) |
| Messwerte                                   |                                   |                                   |                                   |                                   |                                                                   |                                   |                                   |
| Höchstgeschwindigkeit                       | 235 km/h                          | 240 km/h                          | 247 km/h                          | 250 km/h                          | 250 km/h [ 280 km/h ] (5)                                         | 210 km/h                          | 224 km/h                          |
| Beschleunigung, 0–100 km/h                  | 8,5 s                             | 7,6 s                             | 6,1 s                             | 5,6 s                             | 4,8 s [ 4,7 s ] (4)                                               | 9,0 s                             | 7,4 s                             |
| Kraftstoffverbrauch auf 100 km (kombiniert) |                                   | 8,5–8,8 l Super                   | 8,8–9,2 l Super                   | 11,0–11,5 l Super                 | 11,8 l Super Plus                                                 | 6,0–6,5 l Diesel                  | 6,8–7,4 l Diesel                  |
| CO2-Emission (kombiniert)                   |                                   | 199–206 g/km                      | 209–215 g/km                      | 258–269 g/km                      | 276 g/km                                                          | 158–170 g/km                      | 179–194 g/km                      |
| Abgasnorm nach EU-Klassifikation            | Euro 5                            | Euro 5                            | Euro 6                            | Euro 5                            | Euro 5                                                            | Euro 6                            | Euro 6                            |

### Motorvarianten (seit 08/2015)

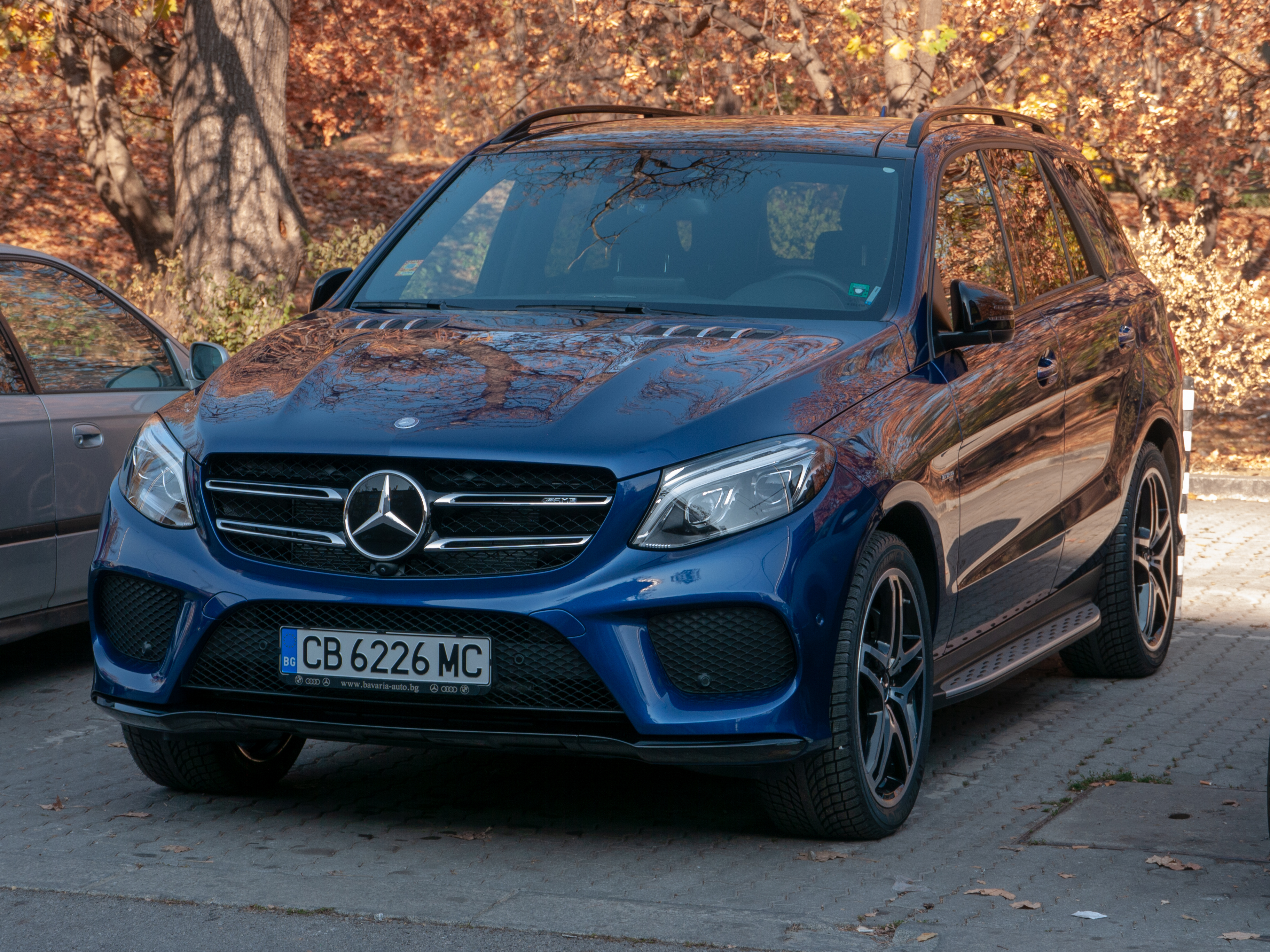
AMG GLE 43 4MATIC

Im Zuge des Facelifts erfolgte 2015 die Umbenennung von ML in GLE sowie eine Änderung in der Bezeichnung für die Motorisierungen. Der GLE wurde erstmals auf der New York Auto Show gezeigt und ab August 2015 ausgeliefert. Erstmals war er auch mit Hinterradantrieb bestellbar. Der Einstiegspreis sank dadurch auf 53.967 Euro für den GLE 250 d.
| Kenngrößen                                  | GLE 320 4MATIC (2)                | GLE 350 (3)                       | GLE 350 4MATIC (3)                | GLE 400 4MATIC                                                                    | GLE 43 AMG 4MATIC (1)             | GLE 43 AMG 4MATIC (1)             | GLE 500 4MATIC                    | GLE 500 4MATIC                    | GLE 500 e                                                                 | AMG GLE 63                       | AMG GLE 63 S                     | GLE 250 d                        | GLE 250 d 4MATIC                 | GLE 350 d 4MATIC                 |
| Bauzeitraum                                 | 08/2015–10/2018                   | 08/2015–10/2018                   | 08/2015–10/2018                   | 08/2015–10/2018                                                                   | 08/2015–05/2017                   | 05/2017–10/2018                   | 04/2015–10/2015                   | 10/2015–10/2018                   | 04/2015–10/2018                                                           | 04/2015–10/2018                  | 04/2015–10/2018                  | 04/2015–10/2018                  | 04/2015–10/2018                  | 04/2015–10/2018                  |
| Motorkenndaten                              |                                   |                                   |                                   |                                                                                   |                                   |                                   |                                   |                                   |                                                                           |                                  |                                  |                                  |                                  |                                  |
| Motorbezeichnung *                          | M 276 DE 30 LA red.               | M 276 DE 35                       | M 276 DE 35                       | M 276 DE 30 AL                                                                    | M 276 DE 30 AL                    | M 276 DE 30 AL                    | M 278 DE 46 AL                    | M 278 DE 46 AL                    | M 276 DE 30 AL                                                            | M 157 DE 55 AL                   | M 157 DE 55 AL                   | OM 651 DE 22 LA                  | OM 651 DE 22 LA                  | OM 642 LS DE 30 LA               |
| Motortyp                                    | V6-Ottomotor                      | V6-Ottomotor                      | V6-Ottomotor                      | V6-Ottomotor                                                                      | V6-Ottomotor                      | V6-Ottomotor                      | V8-Ottomotor                      | V8-Ottomotor                      | V6-Ottomotor + Elektromotor                                               | V8-Ottomotor                     | V8-Ottomotor                     | R4-Dieselmotor                   | R4-Dieselmotor                   | V6-Dieselmotor                   |
| Gemischaufbereitung                         | Direkteinspritzung                | Direkteinspritzung                | Direkteinspritzung                | Direkteinspritzung                                                                | Direkteinspritzung                | Direkteinspritzung                | Direkteinspritzung                | Direkteinspritzung                | Direkteinspritzung                                                        | Direkteinspritzung               | Direkteinspritzung               | Common-Rail-Direkteinspritzung   | Common-Rail-Direkteinspritzung   | Common-Rail-Direkteinspritzung   |
| Motoraufladung                              | Turbolader                        | –                                 | –                                 | Biturbo                                                                           | Biturbo                           | Biturbo                           | Biturbo                           | Biturbo                           | Biturbo                                                                   | Biturbo                          | Biturbo                          | Biturbo                          | Biturbo                          | Turbolader                       |
| Hubraum                                     | 2996 cm³                          | 3498 cm³                          | 3498 cm³                          | 2996 cm³                                                                          | 2996 cm³                          | 2996 cm³                          | 4663 cm³                          | 4663 cm³                          | 2996 cm³                                                                  | 5461 cm³                         | 5461 cm³                         | 2143 cm³                         | 2143 cm³                         | 2987 cm³                         |
| max. Leistung                               | 200 kW (272 PS) bei 5000/min      | 225 kW (306 PS) bei 6500/min      | 225 kW (306 PS) bei 6500/min      | 245 kW (333 PS) bei 5250–6000/min                                                 | 270 kW (367 PS) bei 5500–6000/min | 287 kW (390 PS) bei 5500–6000/min | 320 kW (435 PS) bei 5250/min      | 335 kW (455 PS) bei 5250–5500/min | 245 kW (333 PS) + 85 kW (116 PS) kombiniert: 325 kW (442 PS) bei 5000/min | 410 kW (557 PS) bei 5750/min     | 430 kW (585 PS) bei 5500/min     | 150 kW (204 PS) bei 4200/min     | 150 kW (204 PS) bei 4200/min     | 190 kW (258 PS) bei 3400/min     |
| max. Drehmoment                             | 400 Nm bei 1300–4500/min          | 370 Nm bei 3500–5250/min          | 370 Nm bei 3500–5250/min          | 480 Nm bei 1600–4000/min                                                          | 520 Nm bei 2000–4200/min          | 520 Nm bei 2500–5000/min          | 700 Nm bei 1800–4000/min          | 700 Nm bei 1800–4000/min          | 480 Nm bei 1600–4000/min + 340 Nm 0–2000/min kombiniert: 650 Nm           | 700 Nm bei 1750–5500/min         | 760 Nm bei 1750–5250/min         | 480 Nm bei 1600–1800/min         | 500 Nm bei 1600–1800/min         | 620 Nm bei 1600–2400/min         |
| Kraftübertragung                            |                                   |                                   |                                   |                                                                                   |                                   |                                   |                                   |                                   |                                                                           |                                  |                                  |                                  |                                  |                                  |
| Antrieb, serienmäßig                        | Allradantrieb                     | Hinterradantrieb                  | Allradantrieb                     | Allradantrieb                                                                     | Allradantrieb                     | Allradantrieb                     | Allradantrieb                     | Allradantrieb                     | Allradantrieb                                                             | Allradantrieb                    | Allradantrieb                    | Hinterradantrieb                 | Allradantrieb                    | Allradantrieb                    |
| Fahrwerk, serienmäßig [ optional ]          | Airmatic mit Active Curve System  | Airmatic mit Active Curve System  | Airmatic mit Active Curve System  | Stahlfederung [ Airmatic ]                                                        | Airmatic mit Active Curve System  | Airmatic mit Active Curve System  | Airmatic mit Active Curve System  | Airmatic mit Active Curve System  | Airmatic mit Active Curve System                                          | Airmatic mit Active Curve System | Airmatic mit Active Curve System | Stahlfederung [ Airmatic ]       | Stahlfederung [ Airmatic ]       | Stahlfederung [ Airmatic ]       |
| Getriebe, serienmäßig                       | 7-Gang-Automatik (7G-TRONIC Plus) | 7-Gang-Automatik (7G-TRONIC Plus) | 7-Gang-Automatik (7G-TRONIC Plus) | 7-Gang-Automatik (7G-TRONIC Plus) / seit 05/2016 Neunstufen-Automatik (9G-Tronic) | Neunstufen-Automatik (9G-Tronic)  | AMG Speedshift MCT 9G-Tronic      | 7-Gang-Automatik (7G-TRONIC Plus) | Neunstufen-Automatik (9G-Tronic)  | 7-Gang-Automatik (7G-TRONIC Plus)                                         | AMG Speedshift Plus 7G-Tronic    | AMG Speedshift Plus 7G-Tronic    | Neunstufen-Automatik (9G-Tronic) | Neunstufen-Automatik (9G-Tronic) | Neunstufen-Automatik (9G-Tronic) |
| Messwerte                                   |                                   |                                   |                                   |                                                                                   |                                   |                                   |                                   |                                   |                                                                           |                                  |                                  |                                  |                                  |                                  |
| Höchstgeschwindigkeit                       | 230 km/h                          | ca. 240 km/h                      | ca. 240 km/h                      | 247 km/h                                                                          | 250 km/h                          | 250 km/h                          | 250 km/h                          | 250 km/h                          | 245 km/h                                                                  | 250 km/h (280 km/h)              | 250 km/h (280 km/h)              | 210 km/h                         | 210 km/h                         | 225 km/h                         |
| Beschleunigung, 0–100 km/h                  | 7,6 s                             | 7,5 s                             | 7,5 s                             | 6,1 s                                                                             | 5,7 s                             | 5,7 s                             | 5,3 s                             | 5,1 s                             | 5,3 s                                                                     | 4,3 s                            | 4,2 s                            | 8,6 s                            | 8,6 s                            | 7,1 s                            |
| Kraftstoffverbrauch auf 100 km (kombiniert) | 9,6 l Super Plus                  | 11,8 l Super                      | 12,4 l Super                      | 8,8 l Super                                                                       | 8,6 l Super Plus                  | 8,9 l Super Plus                  | 11,0 l Super                      | 10,4 l Super                      | 3,3–3,7 l Super                                                           | 11,8 l Super Plus                | 11,8 l Super Plus                | 5,4 l Diesel                     | 5,7 l Diesel                     | 6,4 l Diesel                     |
| CO2-Emission (kombiniert)                   | -                                 | -                                 | -                                 | 209 g/km                                                                          | 199 g/km                          | 205 g/km                          | 258 g/km                          | 243 g/km                          | 78–84 g/km                                                                | 276 g/km                         | 276 g/km                         | 140 g/km                         | 149 g/km                         | 169 g/km                         |
| Abgasnorm nach EU-Klassifikation            | Euro 5                            | Euro 5                            | Euro 5                            | Euro 6b                                                                           | Euro 6b                           | Euro 6b                           | Euro 6b                           | Euro 6b                           | Euro 6b                                                                   | Euro 6b                          | Euro 6b                          | Euro 6b                          | Euro 6b                          | Euro 6b ab 05/2018: Euro 6c (4)  |

* Die Motorbezeichnung ist wie folgt verschlüsselt:
M = Motor (Otto), OM = Ölmotor (Diesel), Baureihe = 3-stellig, DE = Direkteinspritzung, LS = Leistungssteigerung, Hubraum = Deziliter (gerundet), A = Abgasturbolader, L = Ladeluftkühlung, LA = wie AL, red. = reduzierte(r) Leistung/Hubraum

## Absatz
Im ersten vollen Verkaufsjahr 2012 wurden weltweit 115.608 neue Fahrzeuge der Baureihe 166 abgesetzt. Im zweiten vollen Verkaufsjahr 2013 wurden weltweit 120.695 Fahrzeuge verkauft.